# Syncolostemon obermeyerae
Syncolostemon obermeyerae là một loài thực vật có hoa trong họ Hoa môi. Loài này được (M.Ashby) D.F.Otieno mô tả khoa học đầu tiên năm 2006.

## Hình ảnh

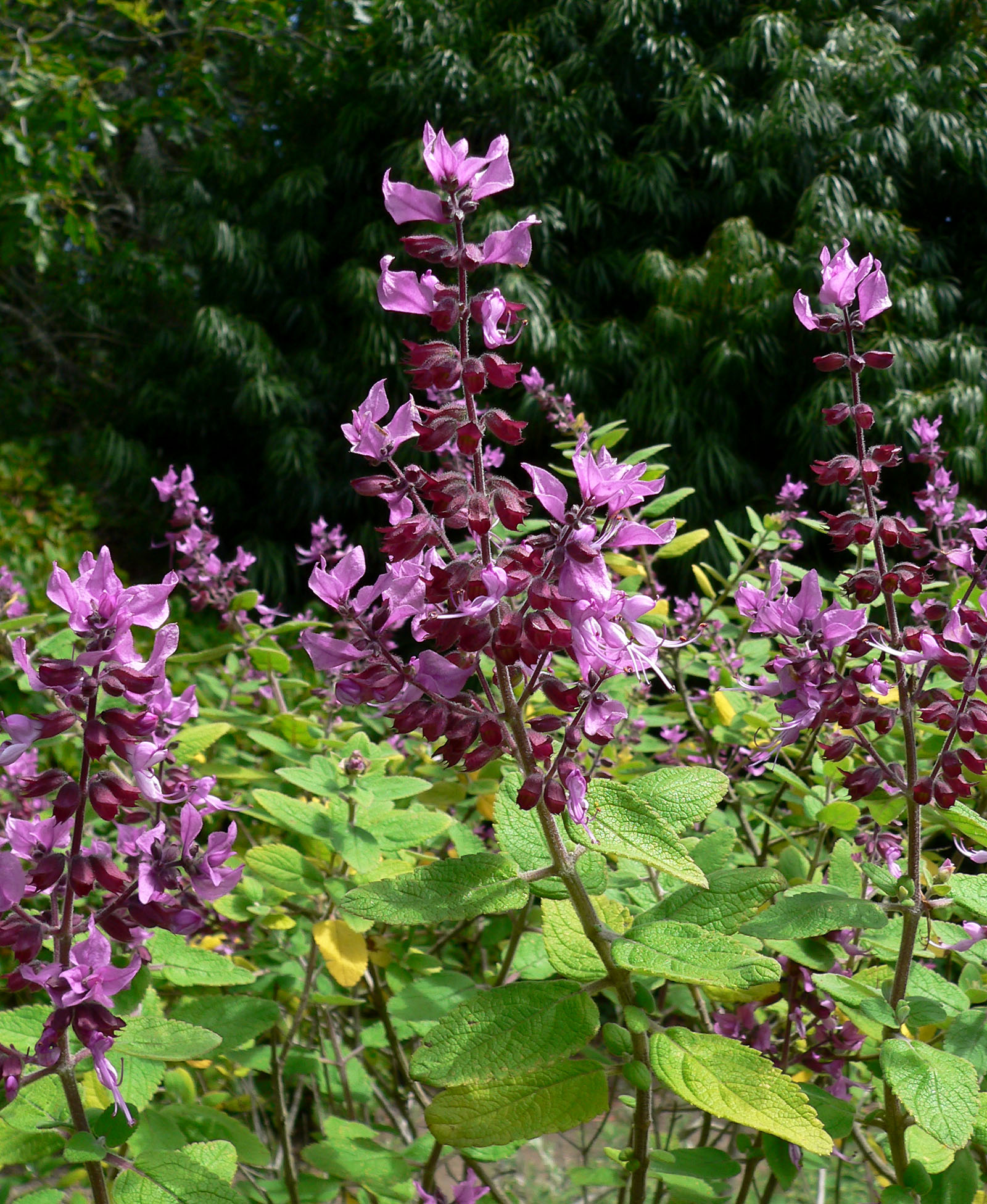
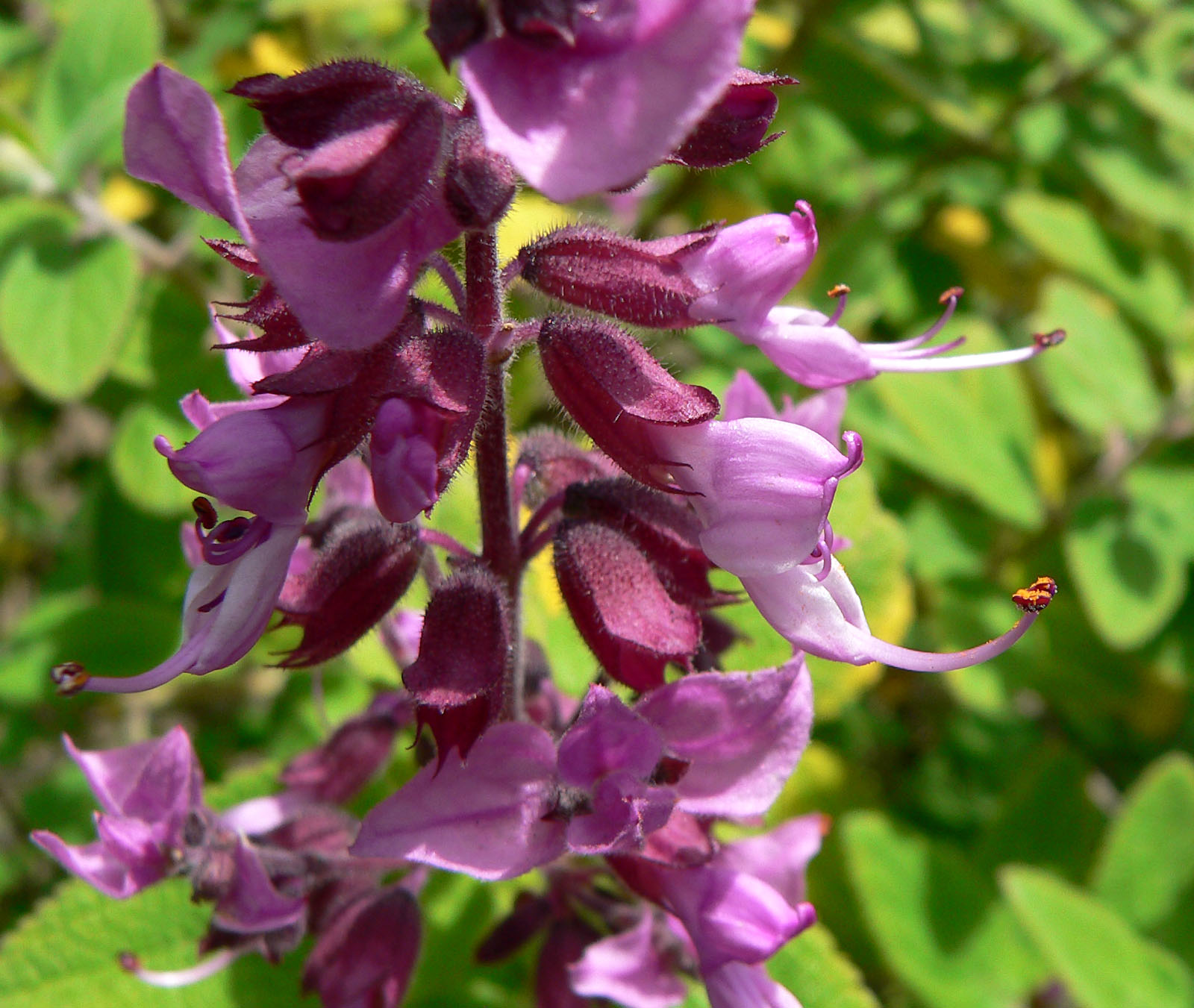